# Tipula consobrina
Tipula consobrina är en tvåvingeart som beskrevs av Theowald 1984. Tipula consobrina ingår i släktet Tipula och familjen storharkrankar. Inga underarter finns listade i Catalogue of Life.